# 安德罗诺夫卡站
安德羅諾夫卡站（羅馬化：Andronovka）是莫斯科地鐵莫斯科中央環線的一個車站。
此站可以轉乘國鐵弗雷澤站，該站位於莫斯科中央11條散射開的其中一條路線上。路線由喀山站起向東，由電氣化通勤列車營運。
直至車站2016年9月啟用以前，唯一轉乘的方法是離開安德羅諾夫卡站，步外3至5分鐘，橫跨喀山線軌道。不過興建中的行人下通道將提供更直接和更方便的轉乘。

## 圖片

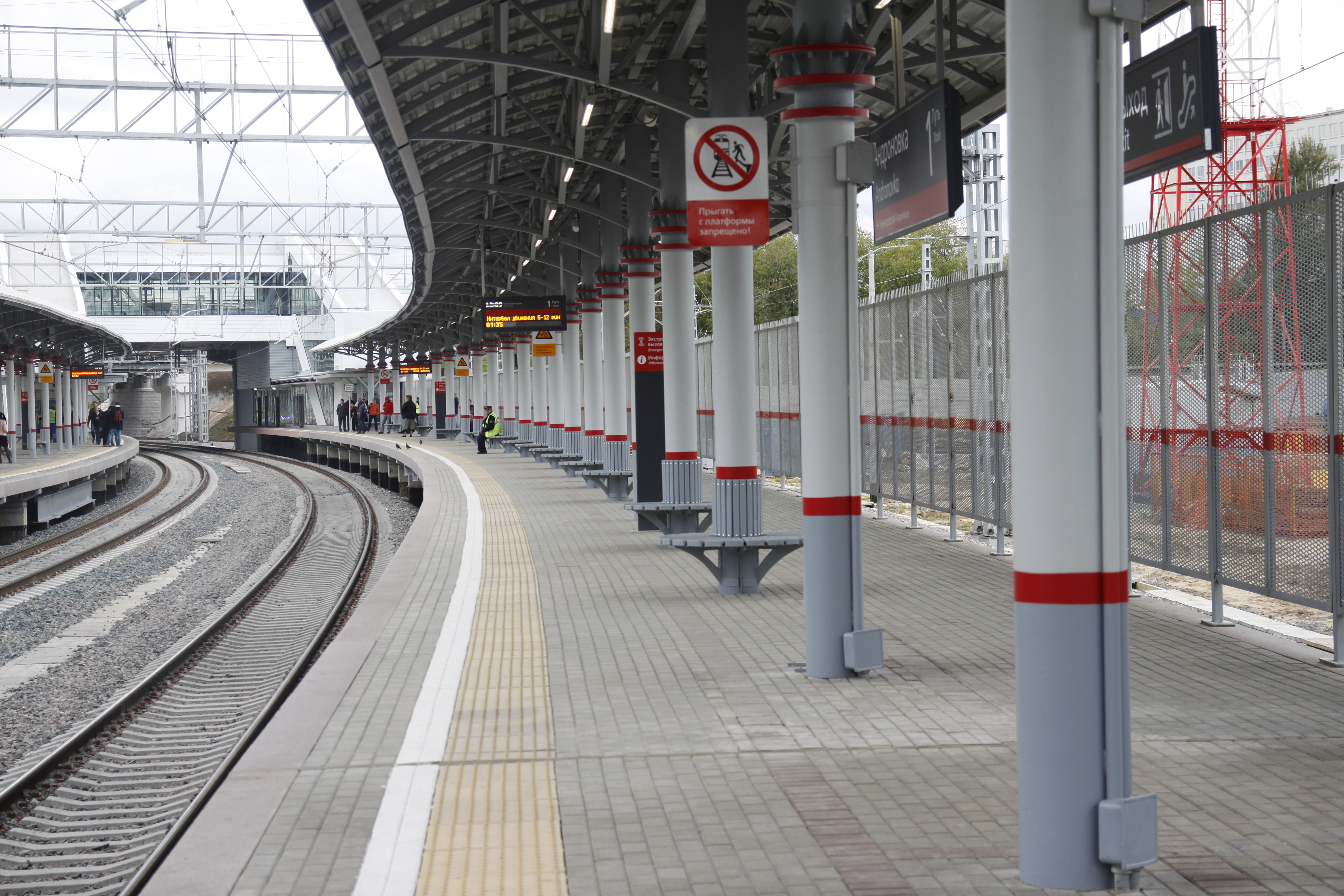
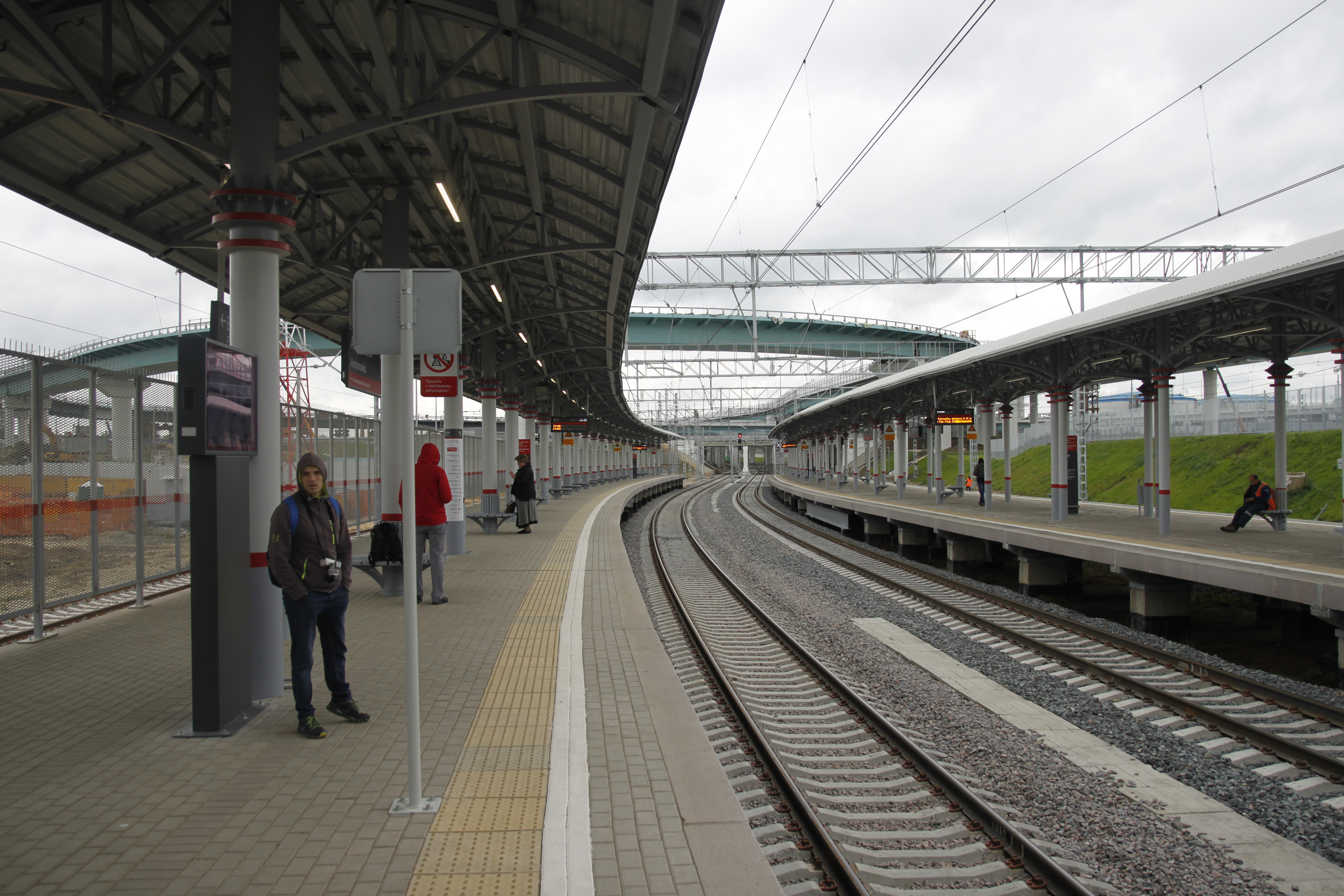
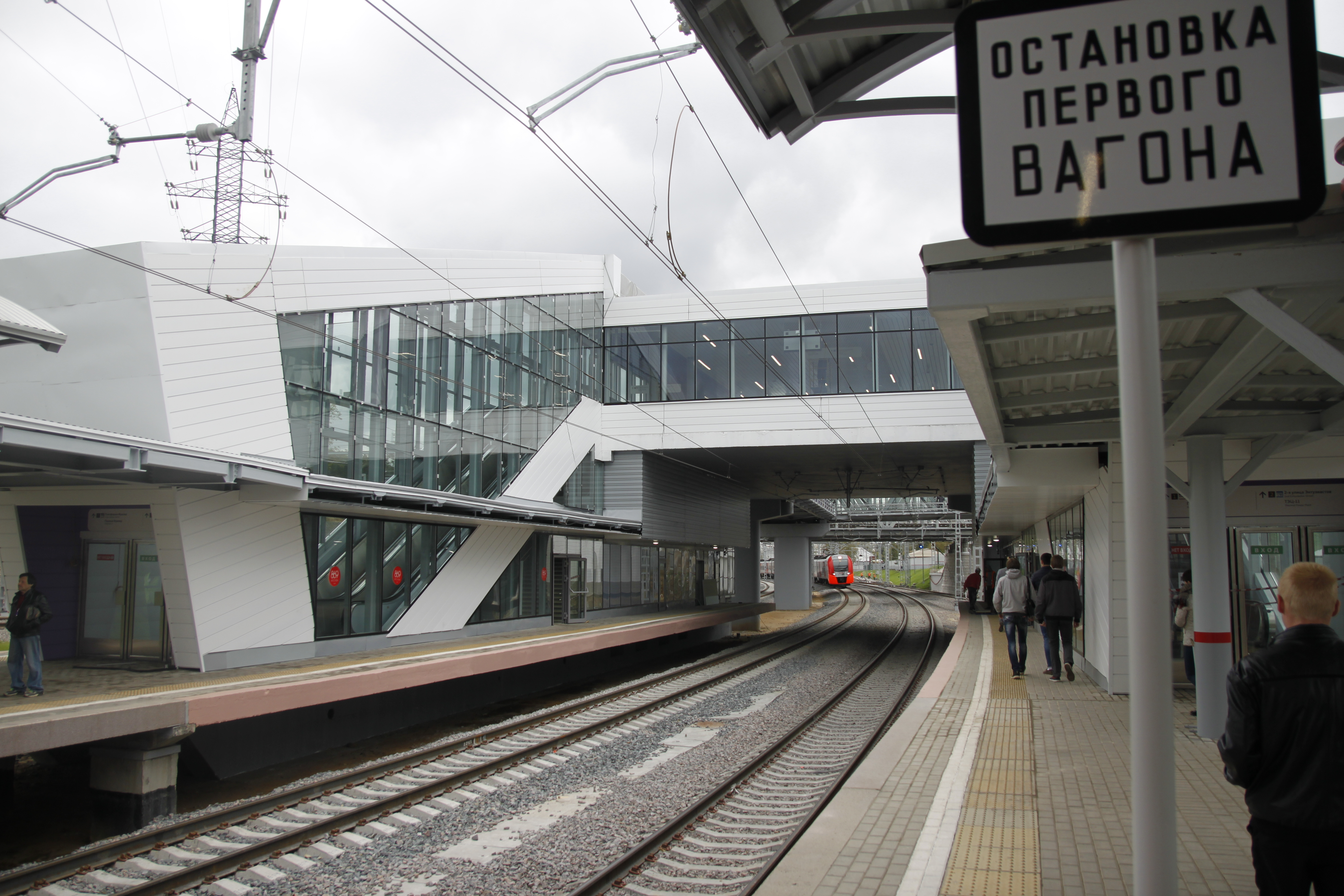

## 外部連結
- 维基共享资源上的相關多媒體資源：安德罗诺夫卡站
- Андроновка mkzd.ru